# Pygathrix
Pygathrix és un gènere de la família dels cercopitècids. Aquests primats viuen al sud-est asiàtic, a les selves pluvials de Laos, Vietnam i Cambodja.
Les tres espècies d'aquest gènere tenen el cos grisós i la cua blanca. Els braços i les cames són de colors diferents. També cal destacar els seus genitals, amb el penis vermell i l'escrot blanc o blau. Comptant la cua, mesuren entre 60 i 75 cm. Els mascles pesen una mica més que les femelles (11 kg i 8 kg, respectivament).